# 5717 Damir
5717 Damir è un asteroide della fascia principale. Scoperto nel 1982, presenta un'orbita caratterizzata da un semiasse maggiore pari a 2,3954897 au e da un'eccentricità di 0,2169926, inclinata di 2,27025° rispetto all'eclittica.
L'asteroide è dedicato al medico sovietico Alim Metvejevič Damir.